# 埃丽卡·道森
埃丽卡·道森（英語：Erica Dawson，1994年7月24日—），新西兰女子帆船运动员。她曾代表新西兰参加2020年和2024年夏季奥林匹克运动会帆船比赛，其中2024年奥运会获得一枚铜牌。